# East Wenatchee
La ville américaine d’East Wenatchee est située dans le comté de Douglas, dans l’État de Washington. En 2010, sa population s’élevait à 13 190 habitants.

## Source de la traduction
- (en) Cet article est partiellement ou en totalité issu de l’article de Wikipédia en anglais intitulé « East Wenatchee, Washington » (voir la liste des auteurs).